# Miedwiecko (przystanek kolejowy)

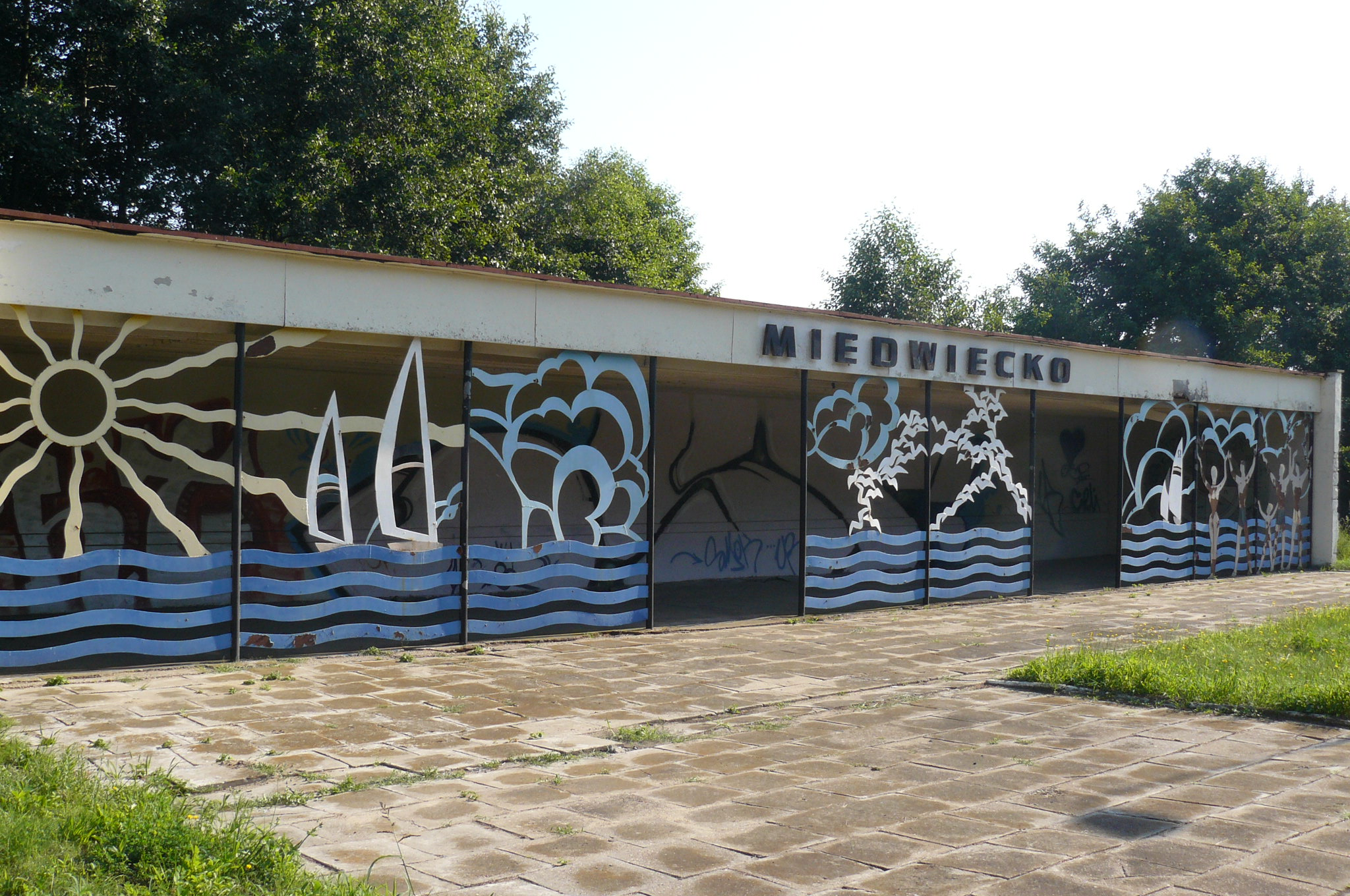
Nieistniejąca wiata przy peronie 1

Miedwiecko – przystanek kolejowy w Miedwiecku, w województwie zachodniopomorskim, w Polsce. W odległości 1,5 km od przystanku leży jezioro Miedwie. Na peronie 1 znajdowała się modernistyczna wiata, rozebrana w 2017. Jej części przekazano gminie Kobylanka, mają się one znaleźć na promenadzie nad jeziorem Miedwie. Na przystanku Miedwiecko znajduje się przejazd kolejowo-drogowy kategorii C.

## Ruch pasażerski
| Rok  | Wymiana pasażerska na dobę |
| ---- | -------------------------- |
| 2017 | 20-49                      |
| 2022 | 50-99                      |